# Vysoká nad Labem

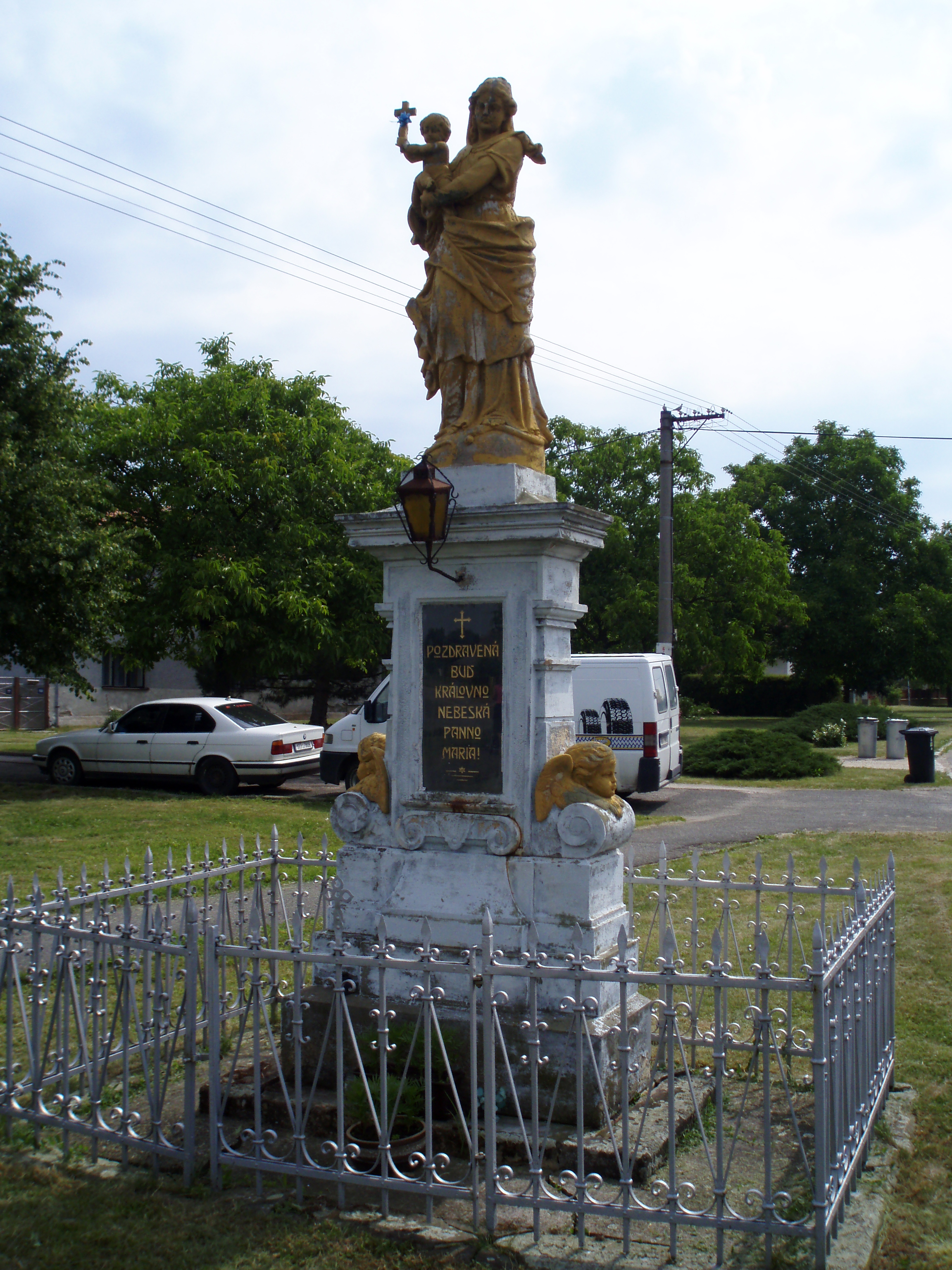
Statua Marii Panny

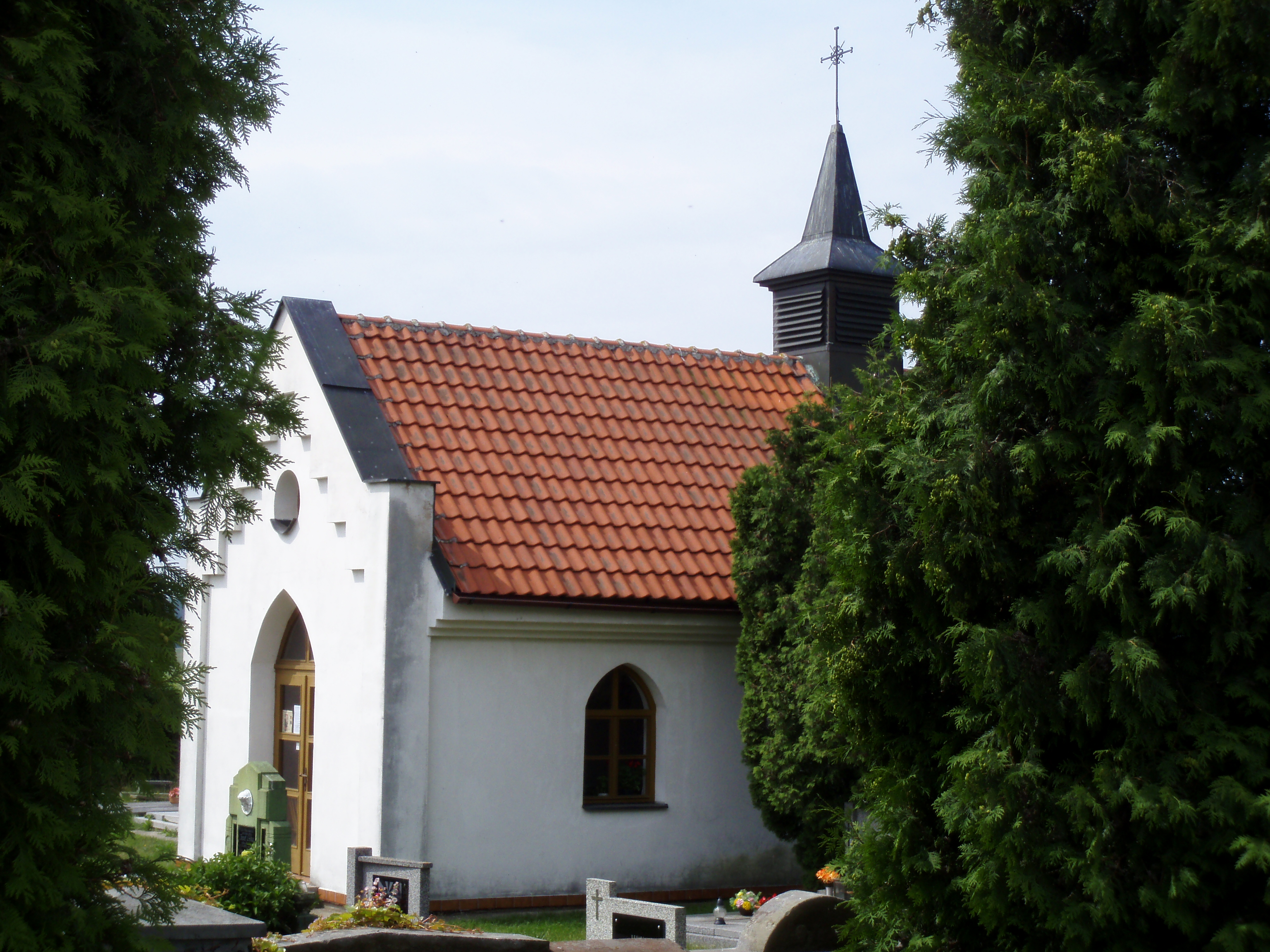
Kapliczka cmentarna

Vysoká nad Labem – czeska wieś, która się znajduje w byłym powiecie Hradec Králové, wzdłuż rzeki Łaby, przy starej drodze z miasta Hradec Králové do Pardubic i ze wschodu na nią nawiązują Lasy Nowohradeckie.

## Historia
Pierwsza wzmianka o wsi pochodzi z 1073 r. Na miejscu zw. “Na podzámčí” stała twierdza i na wzgórzu Milíře (dzisiaj Lhota, 283 m n.p.m.) produkowano węgiel drewniany.
Dnia 7 listopada 1436 został tutaj zabity przez wojsko hetmana hradeckiego Zdislava Mnicha z Roudnice wybitny mąż stanu i teoretik wojskowy rycerz Vilém Kostka z Postupic.
Z 1535 r. należała do probostwa hradeckiego św. Jana. Do tej pory (od 1086 r.) wieś była częścią probostwa opatovickiego.
Blisko miejscowej gajówki było 7 maja 1945 r. Niemcy rozstrzelali kilka miejscowych ludzi wraz z 6 żołnierzami radzieckimi.
W 1951 r. wieś przyłączono do Hradca Kralowe, później samodzielna.

## Zabytki
- Dzwonnica z 1874 r.
- Kapliczka cmentarna
- Pomnik Wolności z 1921 r.
- Pomnik ofiar z 1945 r.
- Figury religijne